# HD 195964
HD 195964，又名BD+56 2444，SAO 32667、HR 7860，是一颗恒星，视星等为6.14，位于銀經92.67，銀緯10.06，其B1900.0坐标为赤經20h 29m 19.8s，赤緯+56° 10.06′ 24″。